# Quercus arizonica
Quercus arizonica Sarg. – gatunek roślin z rodziny bukowatych (Fagaceae Dumort.). Występuje naturalnie w północnym Meksyku (w stanach Chihuahua, Coahuila, Durango i Sonora) oraz południowych Stanach Zjednoczonych (w Arizonie, Nowym Meksyku i Teksasie). 

## Morfologia
PokrójCałkowicie lub częściowo zimozielone drzewo dorastające do 10–18 m wysokości. Kora jest łuszczącca się.
LiścieBlaszka liściowa jest skórzasta i ma odwrotnie jajowaty, podługowaty, eliptyczny lub lancetowaty kształt. Mierzy 4–8 cm długości oraz 1,5–3 cm szerokości, jest całobrzega lub delikatnie ząbkowana na brzegu, ma sercowatą nasadę i ostry lub tępy wierzchołek. Ogonek liściowy jest nagi i ma 3–10 mm długości.
OwoceOrzechy zwane żołędziami o kształcie od jajowatego do podługowatego, dorastają do 8–12 mm długości. Osadzone są pojedynczo w miseczkach o półkulistym kształcie, które mierzą 5–10 mm długości i 10–15 mm średnicy. Orzechy otulone są w miseczkach do połowy ich długości.

## Biologia i ekologia
Rośnie w widnych lasach oraz chaparralu. Występuje na wysokości od 1300 do 3000 m n.p.m.